# Tithorea bonita
Tithorea bonita är en fjärilsart som beskrevs av Richard Haensch 1903. Tithorea bonita ingår i släktet Tithorea och familjen praktfjärilar. Inga underarter finns listade i Catalogue of Life.